# The Pagan God
The Pagan God è un film muto del 1919 diretto da Park Frame. Di genere drammatico, fu interpretato da H.B. Warner, Carmen Phillips, Edward Peil Sr., Yutaka Abe, Carl Stockdale, Marguerite De La Motte, Walter Perry.

## Trama
In una città vicina al confine mongolo, Bruce Winthrop si fa passare per un semplice funzionario del consolato USA mentre, in realtà, è un agente segreto del suo governo, inviato sul posto per sedare una ribellione guidata da Tai Chen, un'affascinante cinese. Beryl, la fidanzata di Winthrop, che è ignara della sua missione, rompe il fidanzamento perché crede che lui si sia innamorato di Tai Chen. L'agente, fingendo di assecondare i ribelli, ottiene la loro fiducia e scopre i piani per mettere sul trono Tai Chen che, innamorata di lui, gli offre un'alta posizione. Bruce riesce a vedere la lista con i nomi dei rivoluzionari, ma il documento arriva nelle mani del padre di Beryl, che viene catturato insieme alla figlia. I due vengono salvati da Bruce: la ribellione è domata, i rivoluzionari si disperdono e Tai Chen sceglie il suicidio.

## Produzione
Il film fu prodotto dalla Jesse D. Hampton Productions.

## Distribuzione
Distribuito dalla Robertson-Cole Distributing Corporation e Exhibitors Mutual Distributing Company, il film uscì nelle sale cinematografiche statunitensi il 4 agosto 1919.